# 大神奥守
大神 奥守（おおみわ の おきもり、生没年不詳）は、奈良時代の貴族。姓は朝臣。位階は従五位下。

## 経歴
淳仁朝の天平宝字8年（764年）正月、正六位上から従五位下に叙爵。
史書における記述は以上だが、『万葉集』巻第十六には、池田真枚と推定されている池田朝臣が大神奥守を嗤った歌
に対し、
を詠んでいる。

## 官歴
『続日本紀』による。
- 時期不詳：正六位上
- 天平宝字8年（764年）正月7日：従五位下。